# OLA VT 643
De VT 643, ook wel Talent genoemd, is een dieseltreinstel, een zogenaamde lichtgewichttrein met lagevloerdeel voor het regionaal personenvervoer van de Ostseeland Verkehr GmbH (OLA). Het is een variant van het Talent-treinstel van Talbot.

## Geschiedenis
De Talent is een normaalsporig treinstel, volgens UIC-normen door Alexander Neumeister in 1994 ontworpen. Na een bouwtijd van zeven maanden werd het prototype in februari 1996 te Aken door bouwer Talbot voorgesteld. Het acroniem Talent staat voor Talbot leichter Nahverkehrstriebwagen.
In het voorjaar van 2005 fuseerden de Ostmecklenburgische Eisenbahn GmbH (OME) en Mecklenburg Bahn GmbH (MB) tot Ostseeland Verkehr GmbH.
De Ostseeland Verkehr GmbH (OLA) is een private spoorwegonderneming met hoofdkantoor in Schwerin. De aandelen zijn voor 70% in handen van Veolia Transport en voor 30% in handen van Nahverkehr Schwerin GmbH (MEBA).
Van de Dortmund-Märkische Eisenbahn (DME) werden drie treinen als VT 0011 - VT 0013 overgenomen.

## Constructie en techniek
De treinen zijn opgebouwd uit een aluminium frame en werden geleverd als tweedelig dieseltreinstel met mechanische transmissie en luchtvering. Door de toepassing van Scharfenbergkoppeling heeft dit treinstel een typerende spitse neus met grote voorruit. De trein heeft een lagevloerdeel. Deze treinen kunnen tot drie stuks gecombineerd rijden.

## Treindiensten
De treinen worden door Ostseeland Verkehr (OLA) ingezet de volgende trajecten.
- Rostock - Laage - Güstrow
- Bützow - Neubrandenburg - Ueckermünde / - Szczecin
- Stralsund - Neubrandenburg - Neustrelitz
- Bergen auf Rügen - Lauterbach Mole

## Foto's

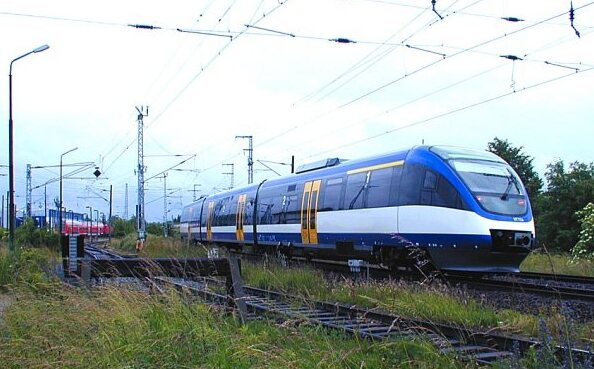